# Gemma Arterton
Gemma Arterton (Gravesend, 12 januari 1986) is een Engelse actrice.

## Biografie
Arterton werd geboren in Gravesend, graafschap Kent, ze werd geboren met een zesde vinger aan haar rechterhand (polydactylie), die operatief verwijderd is.  Ze woonde met een jonger zusje Hannah en een alleenstaande moeder in Gravesend. Haar vader was lasser en haar moeder schoonmaakster. In 2007 studeerde ze af aan de acteerschool Royal Academy of Dramatic Art in Bloomsbury. Tijdens haar studie werd ze gecast in haar allereerste film, Capturing Mary (2007).
In 2007 maakte ze haar theaterdebuut als Rosaline in een nieuwe versie van het Shakespeare-toneelstuk Love's Labour's Lost in het Londense Globe Theatre. In datzelfde jaar maakte ze ook haar speelfilmdebuut in St. Trinian's. Hierin speelde ze een rol waar Sienna Miller ook veel interesse in toonde. Omdat ze destijds nog niet bekend was en Miller al een ster was, dacht ze dat ze geen kans maakte.
Tijdens een optreden van Love's Labour's Lost zag een talentenjager van de film Quantum of Solace haar en was onder de indruk. Ze deed auditie voor een rol en was naar eigen zeggen verbaasd toen haar werd gevraagd een screentest met Daniel Craig af te leggen. Ze vertelde dat dit erg ongemakkelijk was, omdat ze het script nog niet had gelezen en door 60 mensen werd bekeken. Ze kreeg uiteindelijk de rol en versloeg hiermee 1.500 andere kandidaten. De film betekende voor de actrice haar grote doorbraak. Ze was in 2008 ook te zien als Tess Durbeyfield in de miniserie Tess of the D'Urbervilles. Op de middelbare school had ze al gespeeld in een toneeluitvoering van het verhaal. Vanaf dan wist ze op regelmatige tijdstip grote rollen te versieren. Zo speelde ze Griekse halfgod Io in Clash of the Titans en de mooie prinses in Prince of Persia: The Sands of Time.
Arterton was in 2011 bovendien model voor het van oorsprong Nederlandse modemerk 'G-Star RAW'. De foto's voor de reclamecampagne van dit merk werden genomen door fotograaf Anton Corbijn.